# 教育再生会議
教育再生会議（きょういくさいせいかいぎ、英語名称：Education Rebuilding Council）は、安倍内閣が教育再生への取組みを強化するため、2006年10月10日の閣議決定により設置した機関。会議そのものは内閣に、担当室は内閣官房に属した。
前段階として、2006年8月29日の日本政策研究センター主催のシンポジウム『緊急シンポジウム・新政権に何を期待するか』で、安倍政権が誕生した場合首相直属の「教育改革推進会議」（仮称）を設置するとの見通しが表明されていた。
安倍内閣が2007年9月に退陣したため、2008年1月31日に最終報告を提出し解散した。なお、福田内閣はこの後継組織として教育再生懇談会を、2012年12月に発足した第2次安倍内閣は復活させる形で教育再生実行会議を設置している。

## 沿革
- 2006年

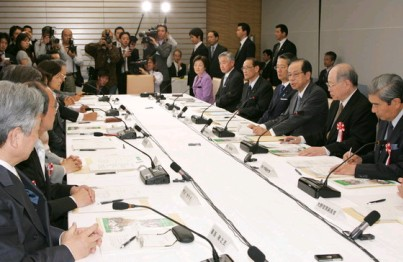
福田康夫内閣発足後初の総会となる第9回教育再生会議総会（2007年10月23日）

  - 10月10日：安倍内閣が設置を閣議決定。委員も決定。
  - 10月18日：第1回総会
  - 10月25日：第2回総会
  - 11月29日：第3回総会
  - 12月21日：第4回総会
- 2007年
  - 1月24日：第5回総会。第1次報告を安倍内閣に提出
  - 3月29日：第6回総会
  - 4月23日：第7回総会
  - 6月1日：第8回総会。第2次報告を安倍内閣に提出
  - （9月12日：安倍晋三、辞意表明。安倍改造内閣退陣）
  - （9月26日：福田康夫が首相に就任）
  - 10月23日：第9回総会
  - 12月13日：第10回総会
  - 12月25日：第11回総会。第3次報告を福田内閣に提出
- 2008年
  - 1月31日第12回総会。最終報告を福田内閣に提出。会議の解散を決定
  - 2月26日：福田内閣が後継の教育再生懇談会の設置を閣議決定。この中で会議の廃止が正式に決まる

## 報告内容

### 第1次報告
2007年1月24日、安倍首相に、ゆとり教育の見直しなどをうたった第1次報告を提出した。要旨は次の通りである。
- 第1次報告にあたっての基本的な考え
- 教育再生のための当面の取り組み
  - 七つの提言
  - 四つの緊急提言
- 教育再生に向けての今後の検討課題

### 第2次報告
2007年6月1日、安倍首相に第2次報告を提出した。要旨は次の通りである。
- はじめに
- I 学力向上にあらゆる手立てで取り組む――ゆとり教育見直しの具体策
- II 心と体――調和のとれた人間形成を目指す
- III 地域、世界に貢献する大学・大学院の再生――徹底した大学・大学院改革
- IV 「教育新時代」にふさわしい財政基盤の在り方
- 第3次報告に向けての検討課題

### 第3次報告
2007年12月25日に、福田内閣に第3次報告を提出した。
本文は『社会総がかりで教育再生を』と題され、「～学校、家庭、地域、企業、団体、メディア、行政が一体となって、全ての子供のために公教育を再生する～」という副題が添えられた表紙を含めA4判19ページのものである。なお、第1、2次報告は和文・英文の本文が発表されたが、第3次報告では和文のみの発表となった。
「七つの柱」とされた報告書の内容は以下の通りである。
1. 学力の向上に徹底的に取り組む
～未来を切り拓く学力の育成～
1. 全国学力調査、PISA調査の結果を徹底的に検証し、学力向上に取り組む
2. 「6-3-3-4制」を弾力化する
3. 英語教育を抜本的に改革する、今の時代に求められる教育を充実させる
4. 「大学発教育支援コンソーシアム」の推進により新しい教育モデルを創出し、実証する

2. 徳育と体育で、健全な子供を育てる
～子供たちに感動を与える教育を～
1. 徳育を「教科」とし、感動を与える教科書を作る
2. 運動・食育・生活習慣が一体となった体力向上とスポーツの振興を図る
3. 体験活動により子供の心と体を育てる

3. 大学・大学院の抜本的な改革
～世界トップレベルの大学・大学院を作る～
1. 大学・大学院教育の充実と、成績評価の厳格化により、卒業者の質を担保する
2. 国立大学法人は、学部の壁を破り、学長リーダーシップによる徹底したマネジメント改革を自ら進める
3. 「国際化」「地域再生」に貢献する大学を目指す
4. 大学・大学院を適正に評価するとともに、高等教育への投資を充実させる

4. 学校の責任体制の確立
～頑張る校長、教員を徹底的に応援する～
1. 学校のマネジメント改革を行い、校長がリーダーシップを発揮できるようにする
2. 子供の教育に専念できるよう教員を応援する

5. 現場の自主性を活かすシステムの構築
～情報を公開し、現場の切磋琢磨を促し、努力する学校に報いる～
1. 学校の情報を公開し、保護者、地域の評価、参加により、学校の質を向上する
2. 適正な競争原理の導入により、学校の質を高める
3. 多様な分野の優れた社会人等から教員を大量に採用し、学校を活性化させる
4. 教員養成を抜本的に改革する
5. 学校の適正配置を進め、教育効果を高める

6.社会総がかりでの子供、若者、家庭への支援
～青少年を健全に育成する仕組みと環境を～
1. 子供、若者、家庭に対し、教育、福祉、警察、労働、法務等の連携システムを作り、総合的に支援する
2. 有害情報から子供を守るため、全ての子供の携帯電話にフィルタリングを設定する
3. 幼児教育を充実する、子育て家庭、親の学びを地域で支援する

7. 教育再生の着実な実行
1. 動き出す教育再生
2. 教育再生の実効性の担保、フォローアップ

### 最終報告
2008年1月31日、福田首相に、最終報告を提出した。
本文は、『社会総がかりで教育再生を（最終報告）』と題され、「～教育再生の実効性の担保のために～」の副題を持つ、A4判7ページという極めて短い文書である。和文のみの発表であることは第3次報告と同様である。
新提言の追加なし。第1次から第3次までの報告に盛り込まれた事項について「すべて具体的に実行されてこそ初めて意味を持つ」と政府に具体的取り組みを求めたのみ。主項目は
1. 教育内容
2. 教育現場
3. 教育支援システム
4. 大学・大学院改革
5. 社会総がかり

の5つ。

#### 提言項目
報告書本文の「別添」で、これまでの報告における提言のうち以下の項目の速やかな実施・検討を求めている。

##### A.直ちに実施に取りかかるべき事項
- 徳育と体育の充実

1. 徳育の充実（「新たな枠組み」による教科化、多様な教科書・教材）
2. 体験活動の推進（小学校での自然体験・農山漁村体験、中学校での社会体験、高等学校での奉仕活動）
3. いじめ問題への対応（反社会的行動を繰り返す子供への毅然とした指導など）
4. 体力の向上、学校給食を通じた食育

- 学力の向上

1. ゆとり教育の見直し、学力向上の具体策（全国学力・学習状況調査の結果検証、授業時間の増、学習指導要領の弾力化、教科書の質量充実、習熟度別・少人数指導、特別支援教育体制の強化など）
2. 小学校の専科教員の配置（理科、算数、体育、芸術など）
3. 英語教育、理科教育の抜本的改革

- 教員の質の向上

1. 教員免許更新制、教員評価、指導力不足認定、分限の厳格化、メリハリある教員給与（部活動手当の引上げ、副校長、主幹教諭の処遇など）
2. 社会人等の大量採用（特別免許状、特別非常勤講師により、今後5年間で2割以上を目標に）
3. IT化、共同事務処理など教員の事務負担の軽減

- 教育システムの改革

1. 学校の責任体制（副校長、主幹教諭等の配置、校長裁量経費、教員の公募制など校長の裁量・権限の拡大や任期の延長、優れた民間人の校長等への登用、組合との関係の是正）
2. 現場の自主性を活かすシステム（学校の情報公開、第三者評価、「学校選択制と児童生徒数を勘案した予算配分による学校改善システム」）
3. 学校の適正配置の推進
4. 教育委員会の改革（いじめ対応、情報公開、住民、議会による検証、小規模市町村教育委員会の広域化など）
5. 学校問題解決支援チームの5年以内の全国設置
6. 公教育費マップ（地方交付税措置されている図書費、教材費、IT整備費、放課後子どもプラン実施費などの地方における措置状況）の作成・公表
7. 「大学発教育支援コンソーシアム」構想の推進

- 大学・大学院の改革

1. 大学教育の質の保証（卒業認定の厳格化）
2. 国際化を通じた大学・大学院改革（9月入学の大幅促進、英語による授業の大幅増加（当面30%を目指す））
3. 世界トップレベルの大学院教育（国内外に開かれた入学者選抜、コースワーク、大学院への早期入学、大学院生への経済的支援）
4. 国立大学法人の更なる改革（国立大学・学部の再編統合、学長選考などマネジメント改革、学部の壁を越えた教育体制）
5. 地方の大学教育の充実（国公私を通じたコンソーシアム、大学院研究科等の共同設置）# 大学・大学院の適正な評価と高等教育への投資の充実（基盤的経費の確実な措置、競争的資金の拡充、評価に基づく重点的な配分、大学の自助努力を可能とするシステム）

- 社会総がかりでの対応

1. 家庭・地域・学校の連携の強化（放課後子どもプランの全国での完全実施、学校支援地域本部の全国展開、親の学び）
2. 俗悪番組、出版物、ゲームの有害情報に対するメディアやスポンサー企業の自粛・自主規制
3. ワーク・ライフ・バランスの促進に向けた環境作り
4. 社会総がかりでのネットワークの形成

##### B.検討を開始すべき事項
- 徳育と体育の充実
  1. 国のスポーツ振興策の在り方（スポーツ庁の創設（2020年の東京オリンピック・パラリンピック開催決定を受け、2014年度中に厚生労働省の障害者スポーツ部局を移管し、2015年度に文部科学省の外局としてスポーツ庁を設置する予定[2]）など）
- 学力の向上
  1. 「6-3-3-4制」の弾力化（小中一貫校、飛び級の検討、大学への飛び入学の促進など）
- 教員の質の向上
  1. メリハリある教員給与体系の実現（教職調整額の見直し）
  2. 教員養成の抜本的な改革
- 教育システムの改革
  1. 広域人事の担保と市町村教育委員会への人事権の委譲
- 大学・大学院の改革
  1. 大学全入時代の大学入試の在り方
- 社会総がかりでの対応
  1. 子供、若者、家庭に対する教育・福祉・警察・労働・法務等の連携による総合支援
  2. 携帯電話のフィルタリング義務付け
  3. 幼児教育の充実（幼児教育の無償化）

## 構成員
会議の設置を決定した閣議決定ではその構成員を
会議は、内閣総理大臣、内閣官房長官及び文部科学大臣並びに有識者により構成し、内閣総理大臣が開催する。
と定めた。

### 閣僚
- 内閣総理大臣： 安倍晋三→福田康夫
- 内閣官房長官： 塩崎恭久→与謝野馨→町村信孝
- 文部科学大臣： 伊吹文明→渡海紀三朗

### 有識者（委員）
- 野依良治（座長）　化学者
- 池田守男（座長代理）　資生堂相談役
- 浅利慶太　劇団四季代表
- 海老名香葉子　エッセイスト（林家三平の妻）
- 小野元之　文部科学省元事務次官、日本学術振興会理事長
- 隂山英男　立命館小学校副校長・立命館大学教育開発支援センター教授
- 葛西敬之　東海旅客鉄道会長、国家公安委員
- 門川大作　京都市教育長
- 川勝平太　経済学者、国際日本文化研究センター教授
- 小谷実可子　シンクロナイズドスイミングの元オリンピック選手
- 小宮山宏　東京大学総長
- 品川裕香　ノンフィクションライター（教育問題を題材）
- 白石真澄　評論家・関西大学政策創造学部教授
- 張富士夫　トヨタ自動車会長
- 中嶋嶺雄　国際教養大学理事長・学長
- 宮本延春　豊川高等学校教諭
- 渡邉美樹　ワタミ社長・学校法人郁文館学園理事長

また、2007年6月に義家弘介が委員を退任している（その際、宮本延春が就任している）。

## 庶務
教育再生会議の庶務は、内閣官房に置かれる教育再生会議担当室において行われた。教育再生懇談会の設置とともに教育再生懇談会担当室に、その任務を移す。なお、当時の担当室の幹部は下記の通りである。
- 担当室事務局長 - 山谷えり子（内閣総理大臣補佐官（教育再生担当）兼任） 2006年（平成18年）9月26日就任～2007年（平成19年）9月7日退任。その後担当室事務局長は空席。
- 担当室長 - 義家弘介（教育再生会議メンバー兼任）2006年（平成18年）10月10日就任～2007年（平成19年）6月退任。その後担当室長は空席。
- 担当室室長代理 - 土居征夫（元通商産業省生活産業局長、元商工組合中央金庫理事）2006年（平成18年）10月10日就任～2008年（平成20年）2月26日、担当室の解散とともに退任。
- 担当室副室長 - 山中伸一（内閣官房内閣総務官室内閣審議官）2006年（平成18年）10月10日就任～2008年（平成20年）2月26日、担当室の解散とともに退任。その後、2月26日より教育再生懇談会担当室長に就任。

## 分科会
2006年10月25日に開催された第2回会合において分科会の設置が合意された。各分科会とそれぞれのテーマ（案）は次のとおり。
- 第1分科会：学校再生分科会
  - 基礎学力・学力向上
  - 教員の資質向上・教員免許の更新制度
  - 教員評価・学校評価・学校選択
  - 学校運営協議会など開かれた学校づくり
  - 教育委員会など教育行政
  - 教育内容・教育課程など
- 第2分科会：規範意識・家族・地域教育再生分科会
  - 心の教育、伝統・文化の教育
  - 規範意識、規律
  - 体験活動、読書
  - 家庭教育
  - 生活習慣
  - 家庭・地域との連携など
- 第3分科会：教育再生分科会
  - 高等教育
  - 産業界などを含めた公教育に対する支援
  - 教育バウチャーなど教育制度
  - 9月入学、大学入試など入学、卒業に関する制度
  - 国際化など

## 会議に関する賛否
- 国の教育行政に関する審議会としては中央教育審議会があるにもかかわらず、相互の役割の違いなどが明快でないまま設置され、安倍晋三やそれに近い人々の意向を反映するためのもの（＝御用学者の機関）との主張が各方面からなされた。実際、安倍内閣の退陣後は独自のカラーも弱まり首相交代後半年足らずで解散するに至った[要出典]。
- 大学改革案として留学生受け入れ100万人を目標としたが、その意義への疑問として、1982年の中曽根内閣下の留学生受け入れ10万人計画で生じた様々な問題、留学生・就学生事情を知っているとは思えないとの批判が、日本語教育などの現場の専門家からも上がっている[3]。
- 『女王の教室』で阿久津真矢を演じた天海祐希への委員就任打診がされ“ドラマと現実の区別がついていない人がいる”との世評もネット上で上がった[4]。結局“スケジュールの関係で出席は不可能”と事務所から回答があり、就任はなかった。
- 有識者の人選は山谷によって行われた。委員には教育現場の経験者が二人のみで、教育問題を専門に研究している学者が一人もいない[要出典]。教育社会学者の本田由紀（当時東京大学助教授）は朝日新聞『時流自論』欄2007年1月29日付[5]においてこの問題、及び同会議でまとめられた報告書が内容よりもインパクトを重視して作成された経緯などを示し、「その提言が、将来この社会を担うすべての子どもたちの毎日の生活を大きく左右しかねないことに対して、計り知れない危機感を感じる（原文ママ）。」と危機感を表明した。それに続けて、報告案で挙げられているような授業時間数の増大と学力の向上には関連が認められない点、および「小・中学校教育課程実施状況調査結果」を参照しつつ、そもそも学力が低下しているという前提が確認できないと主張し[6]、「手前勝手に「愛」や「規律」「奉仕活動」を押しつけても」子どもたちの離反を強めるだけである、と同会議の姿勢を批判している。